# Hrvatski vaterpolski kup 1998.
Hrvatski kup u vaterpolu za 1998. godinu je drugi put zaredom osvojila Mladost - Hrvatska Lutrija iz Zagreba.

## Sudionici
- Dubrovnik Pro-Cro - Dubrovnik
- Jug - Dubrovnik
- Kvarner Express - Opatija
- Primorje - Croatia Line - Rijeka
- Jadran - Split
- Mornar - Brodospas - Split
- Splitska banka - Split
- Solaris - Šibenik
- Aurum osiguranje - Zagreb
- Medveščak - Croatia banka - Zagreb
- Mladost - Hrvatska Lutrija - Zagreb

## Ljestvice i rezultati

### Prednatjecanje
| Skupina A                              | Skupina A                 | Skupina A | Skupina A | Skupina A | Skupina A | Skupina A | Skupina A | Skupina A |
| mj                                     | klub                      | ut        | pob       | ner       | por       | gol+      | gol-      | bod       |
| -------------------------------------- | ------------------------- | --------- | --------- | --------- | --------- | --------- | --------- | --------- |
| 1.                                     | Dubrovnik Pro-Cro         | 4         | 4         | 0         | 0         | 54        | 29        | 8         |
| 2.                                     | Jadran                    | 4         | 3         | 0         | 1         | 44        | 30        | 6         |
| 3.                                     | Aurum osiguranje          | 4         | 2         | 0         | 2         | 39        | 44        | 4         |
| 4.                                     | Medveščak - Croatia banka | 4         | 1         | 0         | 3         | 34        | 44        | 2         |
| 5.                                     | Kvarner Express           | 4         | 0         | 0         | 4         | 31        | 54        | 0         |
|                                        |                           |           |           |           |           |           |           |           |
| igrano 2. – 4. listopada 1998. u Sisku |                           |           |           |           |           |           |           |           |

| Skupina B                                   | Skupina B               | Skupina B | Skupina B | Skupina B | Skupina B | Skupina B | Skupina B | Skupina B |
| mj                                          | klub                    | ut        | pob       | ner       | por       | gol+      | gol-      | bod       |
| ------------------------------------------- | ----------------------- | --------- | --------- | --------- | --------- | --------- | --------- | --------- |
| 1.                                          | Jug                     | 3         | 3         | 0         | 0         | 32        | 23        | 6         |
| 2.                                          | Primorje - Croatia Line | 3         | 2         | 0         | 1         | 23        | 22        | 4         |
| 3.                                          | Solaris                 | 3         | 1         | 0         | 2         | 23        | 16        | 2         |
| 4.                                          | Mornar - Brodospas      | 3         | 0         | 0         | 3         | 22        | 30        | 0         |
|                                             |                         |           |           |           |           |           |           |           |
| igrano 2. – 4. listopada 1998. u Dubrovniku |                         |           |           |           |           |           |           |           |

### Četvrtzavršnica
Igrano od 10. do 17. listopada 1998.
| klub1                      | rez.        | klub2                   |
| -------------------------- | ----------- | ----------------------- |
| Mladost - Hrvatska Lutrija | 11:10, 8:7  | Primorje - Croatia Line |
| Splitska banka             | 19:7, 14:11 | Aurum osiguranje        |
| Jadran                     | 8:4, 6:9    | Jug                     |
| Solaris                    | 8:9, 7:8    | Dubrovnik Pro-Cro       |

### Poluzavršnica
Igrano od 24. do 31. listopada 1998.
| klub1                      | rez. | klub2             |
| -------------------------- | ---- | ----------------- |
| Jadran                     |      | Dubrovnik Pro-Cro |
| Mladost - Hrvatska Lutrija |      | Splitska banka    |

### Završnica
Igrano 19. i 23. prosinca 1998.
| klub1             | rez.        | klub2                      |
| ----------------- | ----------- | -------------------------- |
| Dubrovnik Pro-Cro | 6:13, 11:17 | Mladost - Hrvatska Lutrija |

## Poveznice
- Prva hrvatska vaterpolska liga 1998./99.